# Вольненский сельский совет (Криворожский район)
Вольненский сельский совет (укр. Вільненська сільська рада) — входит в состав
Криворожского района
Днепропетровской области
Украины. До 1995 г. назывался Вольнянский.
Административный центр сельского совета находится в 
с. Вольное.

## Населённые пункты совета
- с. Вольное
- с. Надия